# Fernando Meira
Fernando José da Silva Freitas Meira, poznatiji i kao Fernando Meira (Guimarães, Portugal, 5. lipnja 1978.) je bivši portugalski nogometaš i nacionalni reprezentativac.
Tijekom klupske karijere, s VfB Stuttgartom i Zenitom je osvojio Bundesligu odnosno rusku Premijer ligu dok je s Portugalom stigao do utakmice za broncu na Svjetskom prvenstvu 2006. gdje su izgubili od domaćina.

## Karijera

### Klupska karijera
Rođen u Guimarãesu, Fernando je nogometnu karijeru započeo u tamošnjoj Vitóriji. Za klub je igrao četiri godine dok je sezonu 1998./99. proveo na posudbi u drugoligašu Felgueirasu. Tijekom ljeta 2000. kupuje ga lisabonska Benfica za četiri milijuna eura. Tijekom prve sezone je odigrao za klub 31 utakmicu (30 u prvoj momčadi) te je bio Benficin kapetan, međutim momčad tada nije osvojila niti jedan trofej.
U siječnju 2002. igrača kupuje njemački VfB Stuttgart za 7,5 milijuna eura. To je ujedno bio i klupski transferni rekord koji je srušen tek u srpnju 2007. kada je za 8 milijuna eura kupljen rumunjski napadač Ciprian Marica iz ukrajinskog Šahtara. Tadašnji trener Rolf Rüssmann je njegov dolazak opisao "trofejnim", pokazujući velike ambicije u budućnosti. Igrač je za klub debitirao već 26. siječnja u domaćoj 3:0 pobjedi protiv HSV-a te je cijeli susret odigrao na poziciji stopera.
Svoj prvi pogodak za Stuttgart zabio je 23. veljače 2002. u 1:1 remiju protiv Hanse Rostock ali je ujedno i skrivio prekršaj za kazneni udarac protivnika. Sljedeće sezone (2002./03.) klub preuzima Felix Magath dok je Fernando Meira odigrao 31 prvenstvenu utakmicu. Pod vodstvom Armina Veha, igrač je postao kapetan kluba dok je Stuttgart 2007. godine osvojio Bundesligu te je ujedno nastupao u finalima njemačkog kupa i Ligakupa.
20. srpnja 2008. Stuttgart je Meiri oduzeo kapetansku traku te je najavio namjeru da ga proda. Već nakon dva dana, igrač je potpisao četverogodišnji ugovor s turskim Galatasarayjem. Vrijednost transfera je iznosila 4,5 milijuna eura. Meira je za istanbulsku momčad debitirao u utakmici turskog Superkupa gdje je Galatasaray pobijedio Kayserispor s 2:1.
Nakon što je ruski Zenit već pokazivao interes za Fernanda Meiru (kao zamjenu za Martina Škrtela), igrač prelazi u klub sredinom ožujka 2009. te mu je dodijeljen dres s brojem 3 koji je nosio njegov prethodnik. Za klub je debitirao već 15. ožujka u 1:1 remiju protiv moskovskog Spartaka.
Meira je 15. kolovoza 2011. u dobi od 33 godine prešao u španjolsku Real Zaragozu nakon što je sporazumno raskinuo sa Zenitom. Nakon dva tjedna je odigrao prvu utakmicu za Zaragozu u 6:0 debaklu protiv madridskog Reala. U klubu je igrao na poziciji defenzivnog veznog u paru s Leonardom Ponzijom. Ondje je nastupao do početka veljače 2012. a nakon što nije uspio pronaći novi klub, Meira je prekinuo aktivnu karijeru.

### Reprezentativna karijera
Fernando Meira je najprije nastupao za portugalsku U21 reprezentaciju te je s njome igrao na Olimpijadi u Ateni 2004. gdje je mlada selekcija ispala kao posljednja u skupini. Za seniore je debitirao 2000. godine te je s njoma igrao na Svjetskom prvenstvu 2006 i EURU 2008.
Posljednju utakmicu u nacionalnom dresu odigrao je 11. listopada 2008. protiv Švedske.

#### Pogoci za reprezentaciju
| #  | Datum              | Mjesto                            | Protivnik | Pogodak | Rezultat | Natjecanje                            |
| -- | ------------------ | --------------------------------- | --------- | ------- | -------- | ------------------------------------- |
| 1. | 4. lipnja 2005.    | Estádio da Luz, Lisabon, Portugal | Slovačka  | 1 : 0   | 2 : 0    | Kvalifikacije za SP u Njemačkoj 2006. |
| 2. | 17. kolovoza 2005. | Estádio da Luz, Lisabon, Portugal | Egipat    | 1 : 0   | 2 : 0    | Prijateljska utakmica                 |

## Osvojeni trofeji

### Klupski trofeji
| Klub                  | Trofej              | Sezona / godina |
| Njemačka              | Njemačka            | Njemačka        |
| --------------------- | ------------------- | --------------- |
| VfB Stuttgart         | Bundesliga          | 2006./07.       |
| Turska                |                     |                 |
| Galatasaray           | Turski Superkup     | 2008.           |
| Rusija                |                     |                 |
| Zenit Sankt-Peterburg | Ruska Premijer liga | 2010.           |
| Zenit Sankt-Peterburg | Ruski kup           | 2010.           |
| Zenit Sankt-Peterburg | Ruski Superkup      | 2011.           |

### Ordeni
Ordem de Nossa Senhora da Conceição de Vila Viçosa: 2006.

## Vanjske poveznice
- National Football Teams.com